# Montecorvino Pugliano

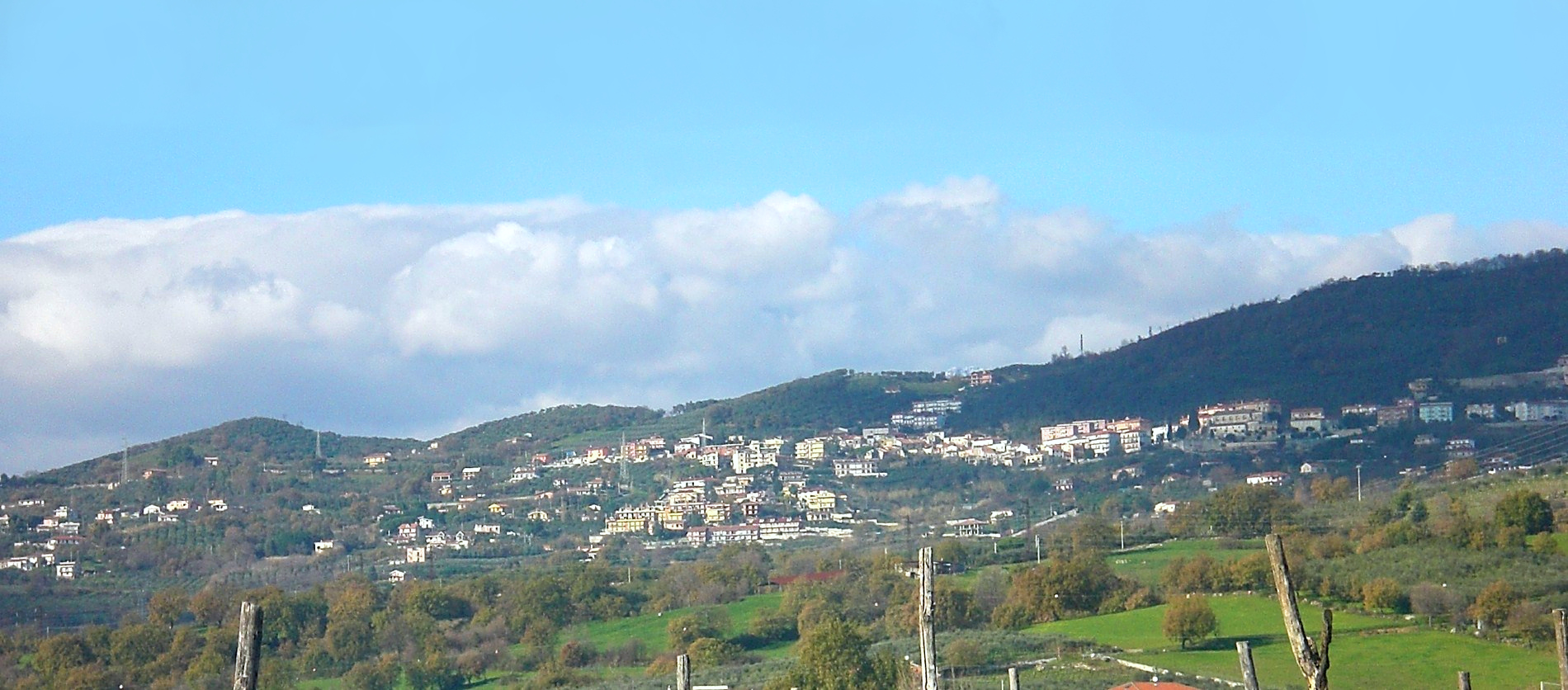
Blick auf den Ort

Montecorvino Pugliano ist eine Stadt mit 11.106 Einwohnern (Stand 31. Dezember 2023) in der Provinz Salerno, Region Kampanien. Sie ist Teil der Bergkomune Comunità Montana Monti Picentini.

## Geografie
Die Nachbarorte von Montecorvino Pugliano sind Bellizzi, Giffoni Valle Piana, Montecorvino Rovella und Pontecagnano Faiano.